# Apacer
Apacer (англ. Apacer Technology Inc.) — тайванська компанія-виробник цифрових систем зберігання інформації: карт пам'яті, USB-накопичувачів, а також цифрових програвачів.
Заснована в 1997 році як професійний постачальник модулів DRAM. В 1999 році компанія стає четвертим в світі виробником модулів пам'яті за підсумками дослідження Dataquest. У 2002 році компанія укладає стратегічний альянс з компанією Sony і стає ексклюзивним дистриб'ютором карт пам'яті Sony Memory Stick. В 2006 році названа шостим у світі серед виробників модулів пам'яті за даними DRAMeXchange. Штаб-квартира компанії розташована в Тайбеї, дочірні підприємства — в США, Японії і Нідерландах, виробничі потужності — на Тайвані, в КНР і Індії.